# Рудольф Гольсте
Рудольф Гольсте (нім. Rudolf Holste; 9 квітня 1897, Гессіш-Ольдендорф — 4 грудня 1970, Баден-Баден) — німецький воєначальник, генерал-лейтенант вермахту (4 травня 1945). Кавалер Лицарського хреста Залізного хреста з дубовим листям.

## Біографія
Учасник Першої світової війни. Після демобілізації армії залишений в рейхсвері, служив в артилерії. З 1 квітня 1937 року — командир 1-го кінно-артилерійського дивізіону, з 8 грудня 1939 по 11 лютого 1940 року — 1-го, з 10 березня 1941 року — 73-го артилерійського полку. Учасник Польської і Французької кампаній, а також Німецько-радянської війни. З 12 квітня по 24 липня 1942 року — командир кавалерійського командування (3 полки) при штабі 9-ї армії. З 1 січня 1943 року — командир 14-ї танково-гренадерської дивізії. 16 грудня 1943 року переведений в командування східними легіонами. З 15 липня 1944 року — командир 4-ї кавалерійської бригади (з 23 лютого 1945 року — дивізії). З 19 квітня 1945 року — командир 41-го танкового корпусу, який діяв в районі Берліна. В останніх числах квітня 1945 року отримав наказ змінити Фелікса Штайнера на чолі армійської групи і деблокувати Берлін, проте Штайнер командування не здав. 8 травня 1945 року взятий в полон союзниками. В 1947 році звільнений.

## Нагороди
- Залізний хрест
  - 2-го класу (24 липня 1915)
  - 1-го класу (16 листопада 1917)
- Військовий Хрест Фрідріха-Августа (Ольденбург) 2-го і 1-го класу
- Ганзейський Хрест (Гамбург)
- Нагрудний знак «За поранення» в чорному
- Почесний хрест ветерана війни з мечами
- Медаль «За вислугу років у Вермахті» 4-го, 3-го, 2-го і 1-го класу (25 років)
- Застібка до Залізного хреста
  - 2-го класу (19 вересня 1939)
  - 1-го класу (14 жовтня 1939)
- Німецький хрест в золоті (24 грудня 1941)
- Лицарський хрест Залізного хреста з дубовим листям
  - лицарський хрест (6 квітня 1942)
  - дубове листя (№561; 27 серпня 1944)
- Відзначений у Вермахтберіхт (8 серпня 1944)